# غوستافو ألفارو
غوستافو الفارو (بالإسبانية: Gustavo Alfaro) (14 أغسطس 1962 بسانتا فيه في الولايات المتحدة - ) هو مدرب كرة قدم ولاعب كرة قدم أوروغواني في مركز الوسط. لعب مع أتليتيكو رافائيلا.
يشغل حالياً منصب المدير الفني لمنتخب الإكوادور لكرة القدم.

## وصلات خارجية
- غوستافو ألفارو على موقع إي إس بي إن إف سي (الإنجليزية)
- غوستافو ألفارو على موقع قاعدة بيانات كرة القدم.إي يو (الإنجليزية)
- غوستافو ألفارو على موقع ناشيونال فوتبول تيمز (الإنجليزية)
- غوستافو ألفارو على موقع Soccerway.com (الإنجليزية)
- غوستافو ألفارو على موقع عالم كرة القدم.نت (الإنجليزية)